# Nižné Ladičkovce
Nižné Ladičkovce (bis 1927 slowakisch Nižné Ladiškovce; ungarisch Alsólászlófalva – bis 1907 Alsóladiskóc) ist eine Gemeinde im Osten der Slowakei mit 321 Einwohnern (Stand: 31. Dezember 2024), die zum Okres Humenné, einem Kreis des Prešovský kraj, gehört. Sie ist Teil der traditionellen Landschaft Zemplín.

## Geographie
Die Gemeinde befindet sich in den Niederen Beskiden am Übergang vom südwestlich gelegenen Bergland Ondavská vrchovina in das nordöstlich liegende Bergland Laborecká vrchovina, im Tal des Baches Ľubiška im Einzugsgebiet des Laborec. Das Ortszentrum liegt auf einer Höhe von 207 m n.m. und ist 14 Kilometer von Humenné entfernt.
Nachbargemeinden sind Vyšné Ladičkovce im Norden, Hankovce im Osten, Ľubiša im Südosten, Brestov im Süden und Sopkovce im Südwesten und Westen.

## Geschichte
Nižné Ladičkovce wurde zum ersten Mal 1478 als Alsou Vladicska schriftlich erwähnt, weitere historische Bezeichnungen sind unter anderen Nižný Ladiskow (1773), Nižný Ladičkow (1786) und Nižní Ladičkowce (1808). Das Dorf war Teil des Herrschaftsgebiets von Humenné, ab dem 17. Jahrhundert war es Besitz der Familie Klobusiczky, gefolgt von der Familie Dernath im 18. Jahrhundert. 1557 wurden sechs Porta verzeichnet, 1715 gab es fünf verlassene und 12 bewohnte Haushalte. 1787 hatte die Ortschaft 35 Häuser und 293 Einwohner, 1828 zählte man 56 Häuser und 403 Einwohner.
Bis 1918 gehörte der im Komitat Semplin liegende Ort zum Königreich Ungarn und kam danach zur Tschechoslowakei beziehungsweise heute Slowakei. In der Zeit der ersten tschechoslowakischen Republik waren die Einwohner als Landwirte beschäftigt. Während des Zweiten Weltkriegs setzten NS-deutsche Truppen den Ort wegen Partisanenaktivität in Brand. Nach dem Zweiten Weltkrieg wurde 1946 eine Dampfsäge errichtet, 1950 die örtliche Einheitliche landwirtschaftliche Genossenschaft (Abk. JRD) gegründet, ein Teil der Einwohner pendelte zur Arbeit nach Humenné. 

## Bevölkerung
| Jahr                | 1994 | 2004    | 2014    | 2024    |
| ------------------- | ---- | ------- | ------- | ------- |
| Anzahl der Personen | 344  | 365     | 353     | 321     |
| Unterschied         |      | +6,10 % | −3,28 % | −9,06 % |

| Jahr                | 2023 | 2024    |
| ------------------- | ---- | ------- |
| Anzahl der Personen | 325  | 321     |
| Unterschied         |      | −1,23 % |

Nach der Volkszählung 2011 wohnten in Nižné Ladičkovce 350 Einwohner, davon 337 Slowaken. 13 Einwohner machten keine Angabe zur Ethnie.
328 Einwohner bekannten sich zur römisch-katholischen Kirche und neun Einwohner zur griechisch-katholischen Kirche. Bei 13 Einwohnern wurde die Konfession nicht ermittelt.

## Bauwerke und Denkmäler
- römisch-katholische Kirche im Barockstil aus dem Jahr 1769

## Verkehr
Durch Nižné Ladičkovce führt die Cesta III. triedy 3843 („Straße 3. Ordnung“) von Ľubiša (Anschluss an die Cesta II. triedy 559 („Straße 2. Ordnung“)) heraus und weiter nach Vyšné Ladičkovce. Der nächste Bahnanschluss ist in Ľubiša an der Bahnstrecke Michaľany–Łupków.